# K.U. bringer moderne Propaganda ind i dansk Politik
|  | Denne artikel er oprettet af botten Steenthbot ud fra en ekstern database. Den kan derfor have sproglige fejl eller mangler. Denne skabelon kan fjernes efter kontrol af indholdet. |

K.U. bringer moderne Propaganda ind i dansk Politik er en dansk dokumentarisk optagelse fra 1932.

## Handling
Medlemmer af Konservativ Ungdom hænger valg- og agitationsplakater op på byens mure og plankeværker. En ung mand river en af plakaterne ned og bliver overfaldet med en spand lim (ligner en iscenesættelse). Optog gennem Vejle og møder i flere byer, hvor de unge udformer propagandamateriale, drikker kaffe og hygger. KK - Konservative Kvinder - holder møde, som indledes med sang. Christmas Møller og andre voksne morer sig med at spille fodboldkamp i haven på Hindsgavl Slot - kvinderne er med og løfter op i skørterne. Odenses K.U.-formand Arthur Jensen medvirker.

## Medvirkende
- Christmas Møller